# 3 in mezzo a noi - I racconti di Arcadia
3 in mezzo a noi - I racconti di Arcadia (3Below: Tales of Arcadia) è una serie televisiva d'animazione fantasy creata per Netflix da Guillermo del Toro, prodotta da DreamWorks Animation e Double Dare You Productions. Questa serie è la seconda parte della trilogia I racconti di Arcadia, successiva alla serie Trollhunters.

## Trama
Due principi extraterrestri, la principessa Aja e il principe Krel della casata di Tarron, il loro animale domestico di nome Luug, e la loro guardia del corpo, Varvatos Vex, fuggono dal loro pianeta natale: Akiridion-5 e si schiantano sulla Terra, precisamente nella città di Arcadia Oaks, in California. Qui, gli alieni si adattano alla cultura umana e cercano di aggiustare la loro astronave (e attendere la rigenerazione dei loro genitori in fin di vita: Re Fialkov e la regina Coranda). Il loro obiettivo è tornare su Akiridion-5, ora sotto il controllo di un malvagio dittatore, il generale Val Morando, che ha inviato anche una squadra di cacciatori di taglie intergalattici, chiamata: la fratellanza di Zeron, per trovare e catturare il principe e la principessa. Nel frattempo, una nobile guerriera di Akiridion-5, di nome Zadra, indaga per trovare il modo di fermare Morando e scoprire il nascondiglio di Aja e Krel nonché l'identità di un misterioso traditore, il quale ha permesso al generale di violare le difese del palazzo reale e attuare il suo colpo di Stato.

## Episodi
| Stagione         | Episodi | Pubblicazione USA | Pubblicazione Italia |
| ---------------- | ------- | ----------------- | -------------------- |
| Prima stagione   | 13      | 2018              | 2018                 |
| Seconda stagione | 13      | 2019              | 2019                 |

## Personaggi e doppiatori

### Personaggi principali
- Aja Tarron, voce originale di Tatiana Maslany, italiana di Emanuela Ionica.
Principessa e futura regina di Akiridion-5, fugge sulla terra assieme al fratello e Varvatos Vex. Per integrarsi ad Arcadia Oaks assume la forma di una giovane ragazza bionda. Ha lo spirito di una vera guerriera, sia per il suo coraggio che per la sua abilità nel combattimento. Del gruppo è anche quella che riesce ad adattarsi di più alla vita sulla terra. Si fidanza con Steve.
- Krel Tarron, voce originale di Diego Luna, italiana di Alex Polidori.
Principe e futuro re di Akiridion-5, giunto sulla terra con Aja e Vex. Per mimetizzarsi sulla terra prende la forma di un ragazzo latino. È un genio della scienza akiridiana, presuntuoso, ma piuttosto impacciato, anche se sa combattere, all'occorrenza. Inizialmente detesta il pianeta Terra, ritenendolo sporco e primitivo, ma imparerà ad adattarsi.
- Varvatos Vex, voce originale di Nick Offerman, italiana di Ambrogio Colombo.
Comandante dell'esercito di Akiridion-5 e guardia del corpo di Aja e Krel, nonché fedele servitore della famiglia reale. Varvatos è un guerriero spietato e violento, con un grande senso dell'onore e della disciplina (spesso tende a commentare diverse situazioni esclamando a gran voce: "Glorioso!"), tuttavia si dimostra spesso impulsivo e arrogante. Per confondersi con gli abitanti di Arcadia Oaks, diventa un vecchietto, forma che lui detesta.
- Nave Madre, voce originale di Glenn Close, italiana di Laura Lenghi.
L'astronave con cui Aja, Krel e Vex giungono sulla terra, guidata da un'intelligenza artificiale seria e competente, ma anche sarcastica e diretta.
- Luug, voce di Frank Welker.
L'animale domestico di Aja e Krel, è una creatura simile ad un cane dalle fattezze aliene. Madre lo mimetizza dandogli la forma di un cane terrestre.
- Eli Pepperjack, voce originale di Cole Sand, italiana di Tito Marteddu.
Un nerd compagno di classe di Aja e Krel e membro degli ammazza mostri assieme a Steve.
- Steve Palchuk, voce originale di Steven Yeun, italiana di Emanuele Ruzza.
Compagno di classe di Aja e Krel e amico di Eli (nonché membro degli ammazza mostri), con comportamenti da bullo. Dopo aver conosciuto la grinta e il coraggio di Aja nel tenergli testa, se ne innamora, venendo ricambiato.
- Zadra, voce originale di Hayley Atwell, italiana di Myriam Catania.
Tenente dell'esercito di Akiridion-5, fedele alla famiglia reale. Inizialmente finge di appoggiare Morando, lavorando in realtà con la resistenza per rintracciare e proteggere Aja e Krel.

### Personaggi ricorrenti
- Ricky Blank, voce originale di Tom Kenny, italiana di Francesco Venditti.
Un robot riadattato da Madre per assomigliare ad un essere umano e fingersi il padre di Aja e Krel. Il suo comportamento ricorda un tipico uomo degli anni '50/'60.
- Lucy Blank, voce originale di Cheryl Hines.
Robot riprogrammato per sembrare un'umana e farsi passare per la madre dei due principi. Si comporta come una tipica casalinga degli anni '50/'60, in quanto i database di Madre sugli usi e costumi della terra non sono molto aggiornati.
- Stuart, voce originale di Nick Frost, italiana di Luigi Ferraro.
Alieno proveniente dal pianeta Durio, giunto sulla terra a causa di un incidente 30 anni prima degli eventi narrati. Dopo essersi creato una forma umana, è riuscito ad adattarsi alla cultura terrestre, facendo i più svariati lavori. È un tipo gentile, un po' imbranato e piuttosto espansivo, è anche un grande ammiratore della famiglia Tarron.
- Re Fialkov, voce originale di Andy García, italiana di Massimo Bitossi.
Re di Akiridion-5 e padre di Aja e Krel. Molto serio, responsabile verso il suo regno e la sua famiglia.
- Regina Coranda, voce originale di Tatiana Maslany, italiana di Anna Cesareni.
Regina al fianco di Fialkov, materna, premurosa e responsabile verso i suoi figli e meno severa con loro, rispetto al marito.
- Val Morando, voce originale di Alon Aboutboul, italiana di Francesco Prando.
Il dittatore che ha preso il controllo di Akiridion-5 e schiavizzato la popolazione, dà la caccia ad Aja, Krel e i nuclei vitali dei loro genitori. Crudele, spietato e dispotico, è determinato a trasformare il pianeta in una potenza intergalattica, pronta ad invadere pianeti in tutta la galassia.
- Fratellanza di Zeron; Zeron Alfa, Zeron Beta e Zeron Omega.
Formano un gruppo di cacciatori di taglie, incaricati, su ordine di Morando, di catturare Aja e Krell. Durante uno dei loro attentati, uccisero la famiglia di Varvatos Vex, il quale ha giurato vendetta.
- Colonnello Kubritz, voce originale di Uzo Aduba, italiana di Ludovica Modugno.
L'ufficiale comandante corrotta della struttura top-secret chiamata: Area 49-B. La sua organizzazione si occupa di catturare e studiare forme di vita e tecnologie aliene. È ossessionata dall'idea che possa verificarsi un'invasione aliena.
- Tronos Madu, voce originale di Danny Trejo, italiana di Saverio Indrio.
Cacciatore di taglie proveniente dal pianeta Voltar, il quale venne distrutto a seguito di una cruenta guerra che il casato dei Tarron avrebbe potuto fermare, a causa di questo tradimento Madu cova un odio profondo nei confronti del casato reale di Akiridion. È in grado di immagazzinare e rilasciare elettricità, oltre a diventare della stessa consistenza del fulmine, questo lo rende capace di spostarsi tra le linee elettriche. Malgrado possa sembrare spietato e brutale, presenta alcuni lati accettabili della sua personalità, come il saper mettere da parte i suoi interessi personali e la sua brama di vendetta per il bene degl'altri.

### Personaggi diTrollhunters
- Karl Uhl, voce originale di Fred Tatasciore, italiana di Alessandro Budroni. 
Insegnante di spagnolo, di origini austriache e preside ad interim della scuola. Nonostante in Trollhunters fosse noto per essere severo e inflessibile, prende molto a cuore la situazione di Aja e Krel (credendoli semplicemente profughi di un paese straniero) e li prende sotto la sua ala protettiva.
- Tobias "Toby" Domzalsky, voce originale di Charlie Saxton, italiana di Gabriele Patriarca.
Membro dei cacciatori di Troll e migliore amico di Jim. Dopo averli conosciuti nella prima stagione, all'inizio della seconda farà amicizia con Aja e Krell e li aiuterà nella loro lotta con il Generale Morando.
- Aarghaumont "AAARRRGGHH!!!", voce originale di Fred Tatasciore, italiana di Paolo Marchese (parte 1) e Roberto Draghetti (parte 2).
Un troll corpulento e fedele amico di Jim e Toby. Come Toby, anche lui diverrà amico dei due principi alieni, in particolare di Aja.
- James "Jim" Lake Jr., voce originale di Emile Hirsch, italiana di Flavio Aquilone.
Il cacciatore di Troll umano, scelto dall'amuleto di Merlino.
- Claire Nuñez, voce originale di Lexi Medrano, italiana di Rossa Caputo.
Membro dei cacciatori di troll e ragazza di Jim.
- Blinkous "Blinky" Galadrigal, voce originale di Kelsey Grammer, italiana di Massimo Rossi.
Un troll a sei occhi e mentore di Jim. È la mente dei Cacciatori di Troll.

## Distribuzione
La prima stagione è stata interamente pubblicata su Netflix il 21 dicembre 2018, mentre la seconda è stata pubblicata il 12 luglio 2019.